# Klucz dyszkantowy

Pięciolinia z kluczem dyszkantowym, wskazującym g

Klucz dyszkantowy (lub starofrancuski, francuski, francuski klucz wiolinowy) – klucz typu G, umieszczony na pierwszej linii pięciolinii (o tercję niżej, niż klucz wiolinowy) i przypisuje pierwszej linii pięciolinii dźwięk g1. Położenie dźwięków na pięciolinii jest takie samo jak w przypadku klucza basowego (przy tym samym położeniu na pięciolinii dźwięk zapisany w kluczu basowym brzmi o dwie oktawy niżej niż w dyszkantowym).
Klucz dyszkantowy był używany we Francji w XVII–XVIII wiekach w okresie barokowym. Przeznaczony był dla zapisu partii dla skrzypiec i fletu. Klucz francuski określał najwyższą tessiturę. Klucz dyszkantowy wyszedł z użycia w połowie XIX wieku.